# Ammonitella yatesii
Ammonitella yatesii es una especie de molusco gasterópodo de la familia Ammonitellidae en el orden de los Stylommatophora.

## Distribución geográfica
Es  endémica de los Estados Unidos.